# Presentació (obstetrícia)
En obstetrícia, la presentació d'un fetus a punt de néixer especifica quina part anatòmica del fetus és capdavantera, és a dir, és la més propera a l'entrada del canal de part (en la pelvis). Segons la part principal, s'identifica com una presentació cefàlica, de podàlica o d'espatlla. Una malpresentació és qualsevol presentació que no sigui una presentació de vèrtex (amb la part superior del cap primer).